# 5727 (année hébraïque)
5727 (hébreu : ה'תשכ"ז , abbr. : תשכ"ז) est une année hébraïque qui a commencé à la veille au soir du 15 septembre 1966 et s'est finie le 4 octobre 1967. Cette année a compté 385 jours. Ce fut une année embolismique dans le cycle métonique, avec deux mois de Adar - Adar I et Adar II. Ce fut la première année depuis la dernière année de chemitta.
En l'an 5727, l'État d'Israël a fêté ses 19 ans d'indépendance.

## Calendrier
Ce calendrier hébraïque de l'année 5727 donne les correspondances avec les dates du calendrier grégorien.
Le premier nombre dans chaque case correspond au jour du mois hébraïque. Les jours en couleurs sont des jours remarquables juifs ou israéliens.
| ◄◄ | 5727 | ►► |

## Événements
- Guerre des Six Jours
- Résolution de Khartoum

## Naissances
- Gilad Bloom
- Chuck Schuldiner

## Décès
- Hussein al-Khalidi
- Brian Epstein
- Ilya Ehrenbourg

5722 - 5723 - 5724 - 5725 - 5726 - 5727 - 5728 - 5729 - 5730 - 5731 - 5732